# Rosenmandel
Rosenmandel (Prunus triloba), også skrevet Rosen-Mandel, er en busk med en opret eller opstigende, tætgrenet vækst. 

## Beskrivelse
Barken er først lysegrøn, men snart bliver den grå og glat. Ældre grene får en blank, rødbrun bark med tværgående bånd af korkporer. På gamle grene dannes der efterhånden en lysegrun, furet bark. Knopperne sidder samlet i små bundter på spredtsiddende dværgskud. Knopperne er brune og ægformede med tydelig spids. 
Bladene er bredt elliptiske eller trelappede med tandet eller dobbelt savtakket rand. Oversiden er mørkegrøn med forsænkede ribber, mens undersiden er lysegrøn. Høstfarven er gul til orange. Blomstringen sker før løvspring, dvs. i april-maj. Blomsterne sidder i små bundter på spredtstillede dværgskud. De er 5-tallige og regelmæssige med rosenrøde kronblade. Frugterne er kirsebærstore, næsten kuglerunde stenfrugter.
Rodnettet består af nogle få, grove hovedrødder, der bærer mange, højtliggende siderødder. Da planten forhandles som podede sorter på grundstammer af fuglekirsebær, er rodnettet ensbetydende med denne arts.
Højde x bredde og årlig tilvækst: 1,5 x 1,5 m (35 x 35 cm/år).

## Hjemsted
Arten hører hjemme i den asiatiske del af Rusland, Korea og dele af Kina (provinserne Anhui, Gansu, Hebei, Henan, Heilongjiang, Jiangsu, Jiangxi, Jilin, Liaoning, Nei Mongol, Shaanxi, Shandong, Shanxi og Zhejiang), hvor den findes i skovkanter, lysninger og krat. 
I den tidligere åbne mine Pingshuo i Shuozhou, Shanxi, Kina, findes arten i nogle forsøgsfelter sammen med bl.a. havtorn, Caragana korshinskii, hugos rose, Indigofera bungeana, pilebladet spiræa, Salix cheilophila, småbladet buddleja, smalbladet sølvblad og Syringa oblata
| Portal | Portal:Botanik |

## Note
1. ↑  xb.suse.edu.cn: Zhang Qianjin, Bai Zhongke, Hao Jinmin og ZhouXiao: ’’Land Use Cover Change of large opencast mines in loess area during ecological restoration: a case study of Pingshuo Mine’’ (engelsk)